# Диалекты русинского языка
Диале́кты руси́нского языка́ (русин. русиньскы діалекты) — территориальные разновидности русинского языка, распространённые в Карпатском регионе на востоке Словакии, в Закарпатской области Украины и в примыкающем к этому ареалу ряде районов Венгрии и Румынии, а также среди переселенцев, компактно живущих на севере Сербии и на востоке Хорватии, и в рассеянном распространении — в разных районах Польши и Украины. Выделяют две основных диалектных области — восточнославянскую карпаторусинскую, которая находится в едином диалектном континууме с юго-западным наречием украинского языка, и южнорусинскую, объединившую в себе особенности как западнославянской и восточнославянской, так отчасти и южнославянской языковых подгрупп.
Ранее, а нередко и в настоящее время, в славистике, и, прежде всего, в украинской языковедческой традиции, карпаторусинские говоры рассматривались (или до сих пор рассматриваются) как группа карпатских говоров юго-западного украинского наречия, куда включаются лемковские, среднезакарпатские и бойковские говоры, а южнорусинские рассматривались (или рассматриваются) как переходные украинские бачванские (бачванско-сремские) говоры со значительным восточнословацким влиянием.
Южнорусинский диалектный ареал является достаточно однородным, различия между говорами отдельных селений воеводинских русинов в целом незначительны. Карпаторусинский диалектный ареал включает несколько групп и подгрупп говоров, различия между которыми проявляются на всех уровнях языка — в фонетике, включая просодию, в морфологии, синтаксисе и лексике. Чем ближе к западным границам карпаторусинского ареала, тем шире в говорах распространены западнославянские языковые черты, и, наоборот, чем ближе к восточным границам, тем больше в говорах встречается украинских языковых черт. В настоящее время происходит постепенное изменение внутренних диалектных границ исторически сложившегося карпаторусинского ареала под влиянием границ современных государств (официальных языков стран, в которых живут русины).
Русинский является плюрицентрическим языком. В каждой из стран проживания русинов на базе местных говоров созданы или находятся на стадии формирования литературные стандарты — южнорусинский (в Сербии и Хорватии — создан на базе говора села Руски-Керестур), пряшевско-русинский (в Словакии — создан на базе восточноземплинских и западноземплинских говоров), лемковский (в Польше — создан на базе преимущественно западных севернолемковских говоров), закарпатский (на Украине — формируется в разных вариантах, как правило, с учётом особенностей трёх основных закарпатских диалектных регионов, ужского, бережского и мармарошского) и «венгерско-русинский» (в Венгрии — формируется на базе разнородных закарпатских говоров Украины с учётом элементов местного комлошковского говора).

## Карпаторусинские говоры

### Ареал
Карпаторусинские говоры в их исконном ареале распространены на территории Восточной Словакии (в северных и восточных районах Прешовского края), в Закарпатской области Украины (исключая юго-западный регион, заселённый носителями венгерского языка, и восточный Раховский район), в Северной Румынии (в ряде приграничных с Украиной сёл Марамуреша — в окрестностях города Сигету-Мармацией и в долинах рек Вишеу (Вышавы) и Русковы) и в Северо-Восточной Венгрии (в селе Комлошка, в котором лица старшего поколения всё ещё используют в быту местный комлошковский говор).
Кроме того, к карпаторусинским относятся лемковские говоры, рассеянные в настоящее время по Западной Польше и Украине. При упоминании лемковского как единого ареала имеется в виду бывший лемковский ареал, существовавший на северных склонах Карпат в Юго-Восточной Польше до середины XX века. Польские лемковские говоры образовывали до того времени непрерывный диалектный континуум вместе с русинскими говорами Словакии, которые также относят к лемковским (при таком подходе словацкие русинские говоры выступают как южнолемковские по отношению к севернолемковским польским). В 1944 году по соглашению Польши и СССР об обмене населением бо́льшая часть польских лемков (до 65—70 %) вместе с польскими украинцами была выселена на Украину. Оставшаяся часть лемков в 1947 году в рамках операции «Висла» была переселена внутри Польши на Возвращённые земли (в северные и западные районы страны). После того, как правительство Польши в 1956 году разрешило лемкам вернуться обратно, только небольшая часть из них переехала обратно в Лемковину. В результате проведённых переселений исконный лемковский ареал был разрушен, а носители лемковских говоров оказались расселены по разным районам Польши и Украины, где впоследствии были отчасти ассимилированы.
Восточнославянские говоры, сформировавшиеся на территории современного Раховского района Закарпатской области в результате колонизации XVII—XVIII веков, большинство диалектологов не относит к говорам карпаторусинского языка (или карпатской диалектной группы украинского языка). Говоры этого региона, характеризующиеся большим числом диалектных черт, нетипичных для говоров остальной части Закарпатья, включают в состав гуцульского ареала. С закарпатскими говорами их объединяют только по территориальному признаку.
Карпаторусинская диалектная область размещена на периферии восточнославянского языкового ареала и является продолжением украинского диалектного континуума. При этом карпаторусинская территория находится в относительной географической изоляции от украинского ареала, а в прошлом была длительное время изолирована от него и политическими границами (западная часть карпаторусинских говоров кроме того никогда не находилась в сфере влияния современного украинского литературного языка). На севере и востоке карпаторусинская диалектная территория граничит с ареалом юго-западного наречия украинского языка — с областью распространения сянских (надсанских), бойковских и гуцульских говоров. На западе карпаторусинские говоры распространены в зоне западнославянского языкового ареала, в том числе в виде языковых островов или чересполосно с западнославянскими говорами — на северо-западе они граничат с ареалом малопольского диалекта, на юго-западе — с ареалом восточнословацкого диалекта. На юге к области распространения карпаторусинских говоров примыкают ареалы венгерского и румынского языков.

### Классификация
Для карпаторусинского языкового ареала при малых размерах его территории характерна сравнительно большая диалектная дробность, которая в ряде случаев проявляется в ощутимых диалектных различиях между теми или иными диалектными областями на всех языковых уровнях. Причинами формирования большого числа говоров в карпаторусинском ареале, по мнению словацкого исследователя русинского языка Ю. Ванько, являются:
- расселение русинов во все периоды их истории в пределах разных административно-территориальных единиц и/или в пределах разных государств, в которых они никогда не были этническим большинством (и их язык никогда не выполнял официальных функций и не имел литературной формы, которая могла бы оказать нивелирующее воздействие на говоры);
- внутренняя миграция русинского населения;
- некомпактное расселение русинов (карпаторусинский диалектный ареал растянут вдоль горного хребта Карпат, образуя на западе «клин», окружённый польской и словацкой языковыми территориями);
- наличие языковых контактов русинов в разных областях их расселения с носителями различных славянских и неславянских языков;
- расселение русинов в основном в горных или гористых областях, в которых жители речных долин изолированы друг от друга горными хребтами.

Диалектный ландшафт карпаторусинского языка характеризуется отсутствием компактных пучков изоглосс, выделяющих те ли иные группы говоров. Ареалы многих диалектных явлений не ограничиваются территорией одной диалектной области и, как правило, в разной степени охватывают территории соседних диалектных областей, что вызывает сложности при определении границ между данными областями. Помимо этого, сложность диалектного членения карпаторусинского языка обусловлена фактором лингво-культурной среды государства, в котором находятся те или иные карпаторусинские регионы — в Словакии, Польше, Румынии, Венгрии и на Украине.

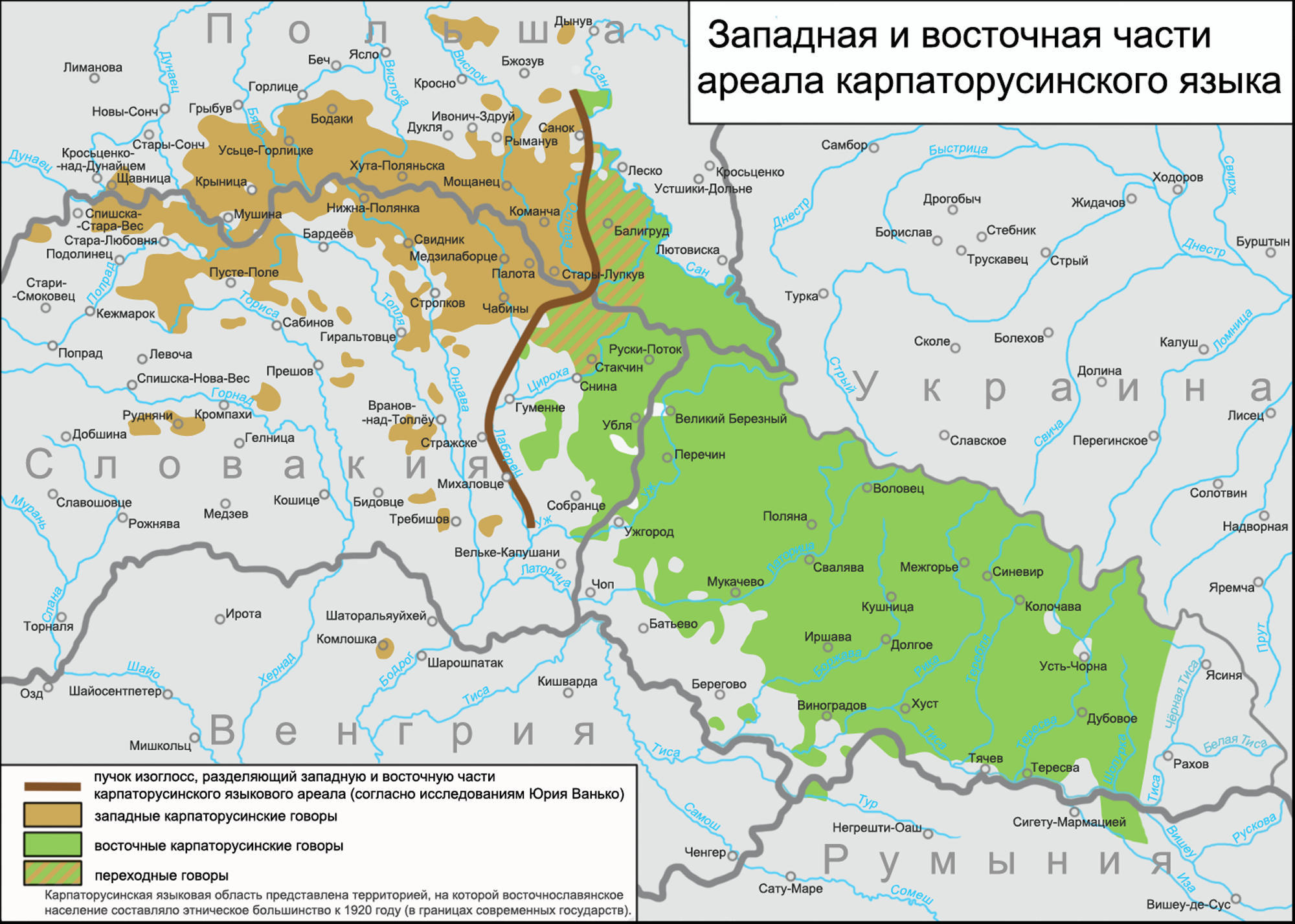
Пучок изоглосс, разделяющий западные и восточные карпаторусинские говоры, в который входит изоглосса различия по типу ударения

Большинство диалектологов делит область распространения русинского языка на Карпатах на два основных диалектных ареала — западный и восточный. Согласно исследованиям В. П. Латты, З. Штибера и других диалектологов, границей между ними является пучок изоглосс, проходящий с севера на юг по территории юго-востока Польши (по течению реки Ослава) и северо-востока Словакии (по долинам рек Олька, Хотчанка и Лаборец). Основная изоглосса этого пучка — различие по типу ударения: в говорах западного диалектного ареала отмечается фиксированное парокситоническое ударение (всегда падающее на предпоследний слог, как в польском языке и в восточнословацком диалекте), в говорах восточного диалектного ареала — свободное (разноместное) ударение (как в украинском и других восточнославянских языках). С данной изоглоссой в разной мере совпадают изоглоссы других диалектных явлений карпаторусинского языка, в частности, изоглосса распространения твёрдой согласной -т или мягкой согласной -т’ в глагольных флексиях форм 3-го лица единственного и множественного числа. При этом западные карпаторусинские говоры отличаются бо́льшим распространением западнославянских языковых черт (прежде всего, польских — в говорах к северу от Карпат, и словацких — в говорах к югу от Карпат), а восточные карпаторусинские говоры включают большее число элементов украинского языка. Разделение карпаторусинского ареала на западную и восточную части, основанное на различии типа ударения, впервые было предложено И. Г. Верхратским (1889, 1901). Этот принцип классификации впоследствии использовали в своих работах многие другие исследователи, в частности, Г. Ю. Геровский (1934).

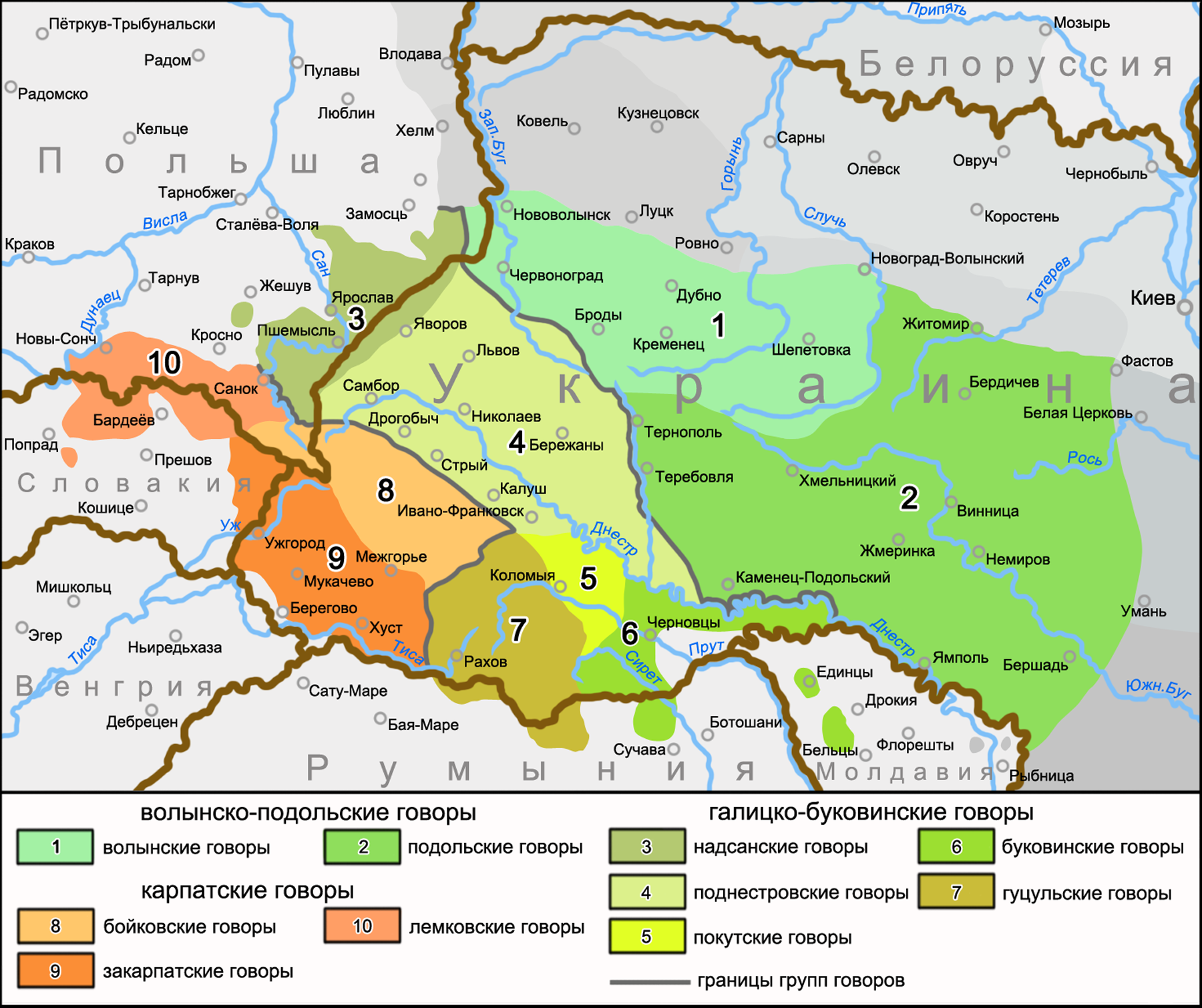
Говоры юго-западного наречия украинского языка — согласно классификации Ф. Т. Жилко

В современной украинской диалектологии карпатский диалектный ареал аналогичным образом разделяется на западную и восточную части, граница между которыми проходит по пучку изоглосс с изофоной различия типа ударения. При этом западная часть карпатской территории (лемковские говоры) противопоставлена на востоке не одной, а двум группам говоров — закарпатской (среднезакарпатской, подкарпатской, южнокарпатской, долинянской) (на юго-востоке) и бойковской (на северо-востоке, по обеим сторонам Карпат). Такая диалектная дифференциация карпатского региона была предложена, в частности, советским и украинским диалектологом Ф. Т. Жилко в его работе 1958 года.
Согласно классификации, предлагаемой Ю. Ванько (2004), в которой учитываются как лингвистические факторы, так и факторы влияния языковых контактов, западный (иначе — северо-западный) карпаторусинский ареал образуют лемковские говоры, в составе которых различают группу севернолемковских говоров (исконный ареал которой находился на северных склонах Карпат в Польше) и группу южнолемковских говоров (ареал которой размещён на южных склонах Карпат в Словакии), а восточный ареал образуют распространённые главным образом на Украине закарпатские (среднезакарпатские) и севернозакарпатские говоры. Последнюю группу говоров представляет часть бойковского ареала, занимающая узкий пояс по южным склонам Карпатских гор. Каждая из перечисленных групп включает в свою очередь более мелких диалектные образования разного порядка.
Восточная граница западного (лемковского) ареала проходит по реке Лаборец, от этой реки примерно по линии Снина — Медзилаборце — Бардеёв — Стара-Любовня — Попрад проходит его южная граница. В настоящее время говоры западной карпаторусинской области распространены в основном на территории Словакии, поэтому северная их граница совпадает со словацко-польской государственной границей. Ранее к западному ареалу относился регион, расположенный на северных склонах Карпат на территории современной Польши — от реки Попрад на западе до реки Солинка на востоке. Реку Лаборец считают также приблизительной западной границей восточных карпаторусинских говоров, которые размещены главным образом в Закарпатской области Украины. Граница между западным и восточным карпаторусинскими ареалами не является в достаточной мере чёткой. Между реками Лаборец и Цироха находится пояс переходных лемковско-закарпатских говоров, в которых, с одной стороны, распространены типично лемковские черты, а, с другой стороны, встречаются черты ужских говоров восточного (закарпатского) ареала.

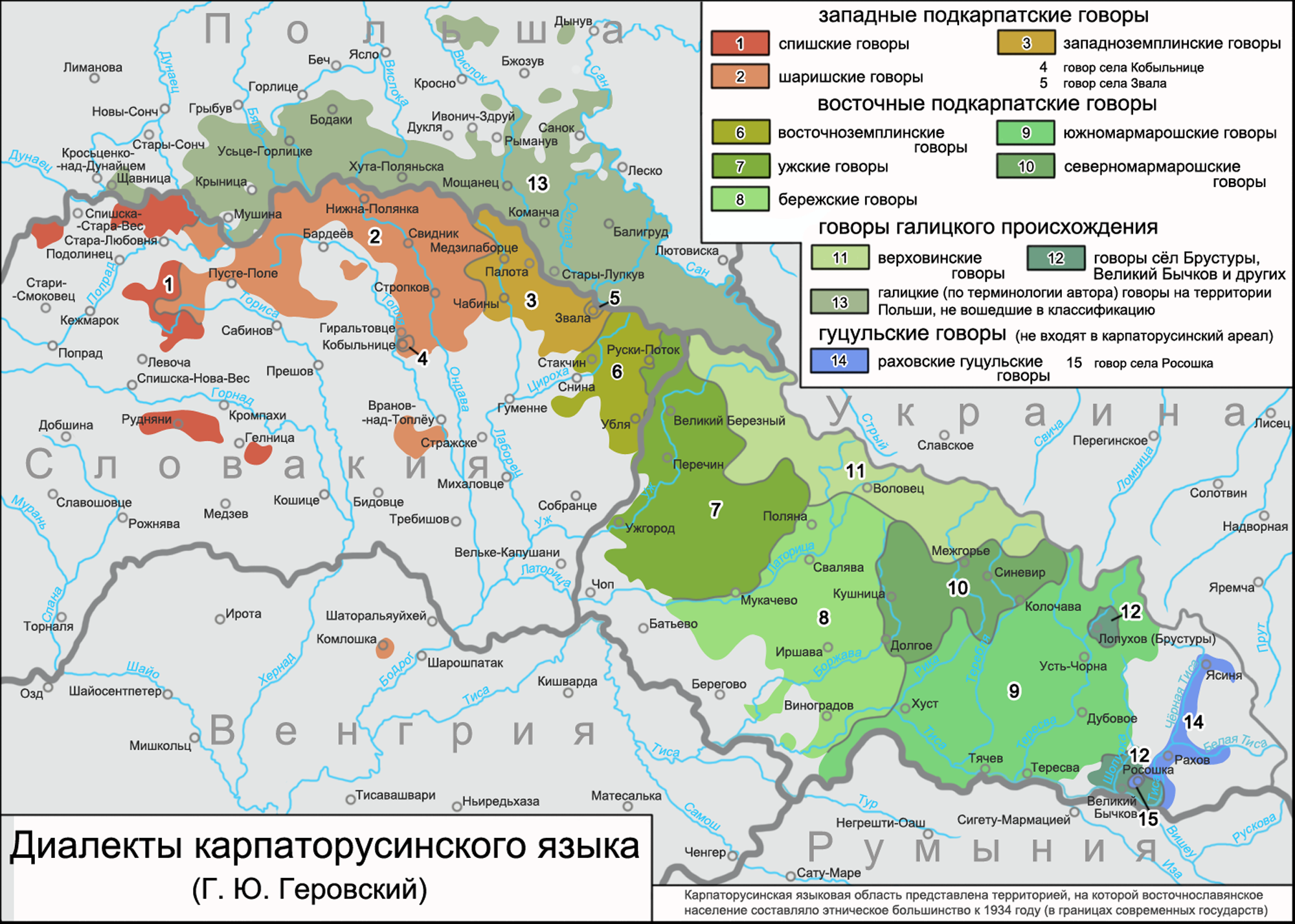
Диалекты карпаторусинского языка — согласно классификации Г. Ю. Геровского

Г. Ю. Геровский, придерживаясь принципа разделения карпаторусинского ареала на западную и восточную части, предложил подробную их классификацию (без учёта лемковских говоров на севере Карпат, которые автор отнёс к «галицким» говорам), выделив следующие диалектные группы:
- говоры восточного диалектного ареала («говоры древнего происхождения»):
  - южномармарошские говоры;
  - бережские говоры;
  - северномармарошские говоры;
  - ужские говоры;
  - восточноземплинские говоры (переходные от восточных к западным);
- говоры западного диалектного ареала («говоры древнего происхождения, на которые оказали влияние северокарпатский галицкий говор, а также, в ещё большей степени, западнославянские языки — словацкий и польский»)[~ 3]:
  - западноземплинские говоры;
  - шаришские говоры;
  - спишские говоры;
- «говоры нового происхождения»:
  - верховинские говоры;
  - бочковско-брустурские говоры;

По мнению Г. Ю. Геровского, верховинские говоры, а также говор села Росошка, на которые оказали влияние говоры закарпатского типа, имеют «северокарпатскую галицкую» основу. Напротив, бочковско-брустурские говоры, на которые повлияли «галицкие (западномалорусские)» говоры, имеют карпаторусинское происхождение.
Позднее подробные классификации карпаторусинского диалектного региона представили И. О. Дзендзелевский (говоры на территории Украины) и З. Ганудель (говоры на территории Словакии).

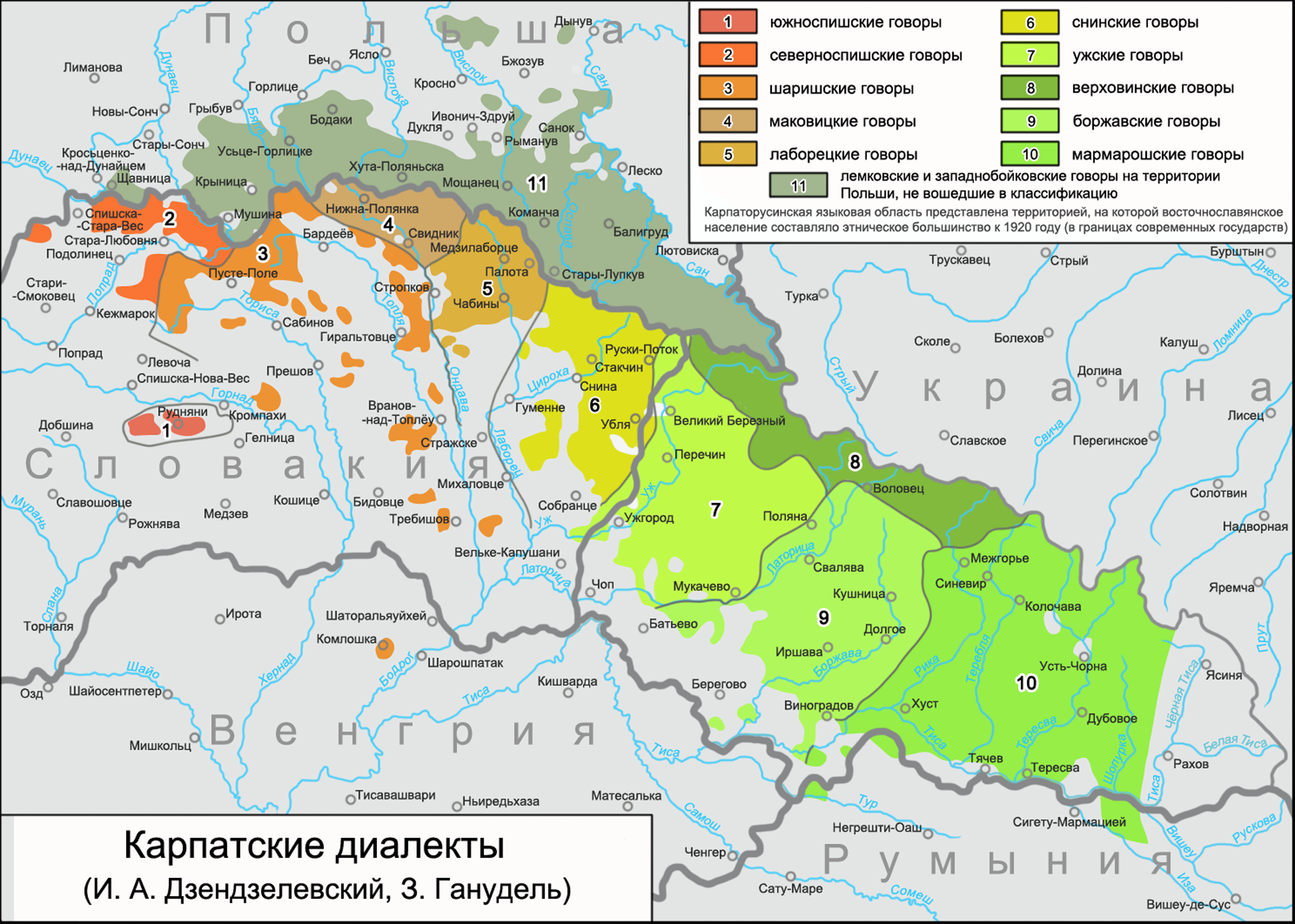
Диалекты карпаторусинского языка — согласно классификациям И. А. Дзендзелевского (говоры на Украине) и Ганудель, Зузанна (говоры в Словакии)

В классификации карпаторусинских (украинских — в понимании автора) говоров на территории Закарпатской области Украины, представленной И. А. Дзендзелевским, выделяется четыре диалектных ареала:
- мармарошские говоры (в междуречье Шопурки и Рики);
- боржавские говоры (в междуречье Рики и Латорицы);
- ужские говоры (в междуречье Латорицы и Ужа), в которых отмечаются элементы соседних бойковских и лемковских говоров;
- верховинские говоры (в разных частях бывших Великоберезнянского, Воловецкого и Межгорского районов), которые близки расположенным к северу от Карпатского хребта бойковским говорам и расположенным к западу лемковским говорам.

В варианте диалектного членения карпаторусинских (украинских — в понимании автора) говоров Словакии З. Ганудель отмечается шесть диалектных групп:
- северноспишские говоры;
- южноспишские говоры;
- шаришские говоры;
- маковицкие говоры;
- лаборецкие говоры;
- снинские говоры.

Классификацию З. Ганудель использует, в частности, словацкая диалектолог Ю. Дудашова-Кришшакова в своей работе «Vývin rusínskeho jazyka a dialektológia» (2015).

### Диалектные различия
Карпаторусинские говоры объединяет ряд языковых явлений, которые отличают их от других восточнославянских языков. В их числе различение гласных фонем ы и и — континуантов праславянских *y и *i; наличие в разных говорах на месте праславянских новозакрытых *о, *е, образовавшихся после падения редуцированных, гласных у, ÿ, іу, ы наряду с i (кунь, кÿнь, кіунь, кынь, кінь «конь»); частые случаи сохранения аффрикаты дж — из праславянского *dj (пряджа «пряжа»); стяжение гласных в основах настоящего времени глаголов на -aje-, включая сохраняющие во флексиях т’/т формы 3-го лица единственного числа (чітам «читаю», чітать/чітат «читает»); распространение окончания -ме в формах глаголов 1-го лица множественного числа настоящего времени (несеме «несём») и т. д. Вместе с этим карпаторусинские говоры характеризуются внутренними различиями, которые отмечаются на всех языковых уровнях — в фонетике, морфологии, синтаксисе, лексике. Эти различия проявляются в первую очередь между основными диалектными областями — западной и восточной. Главным отличием западной диалектной области является относительно широкое распространение в её говорах западнославянских языковых черт, возникших вследствие восточнословацко-русинских и польско-русинских языковых контактов. Восточная диалектная область сохраняет при этом в большинстве случаев архаичные восточнославянские языковые черты.

#### Фонетика и фонология

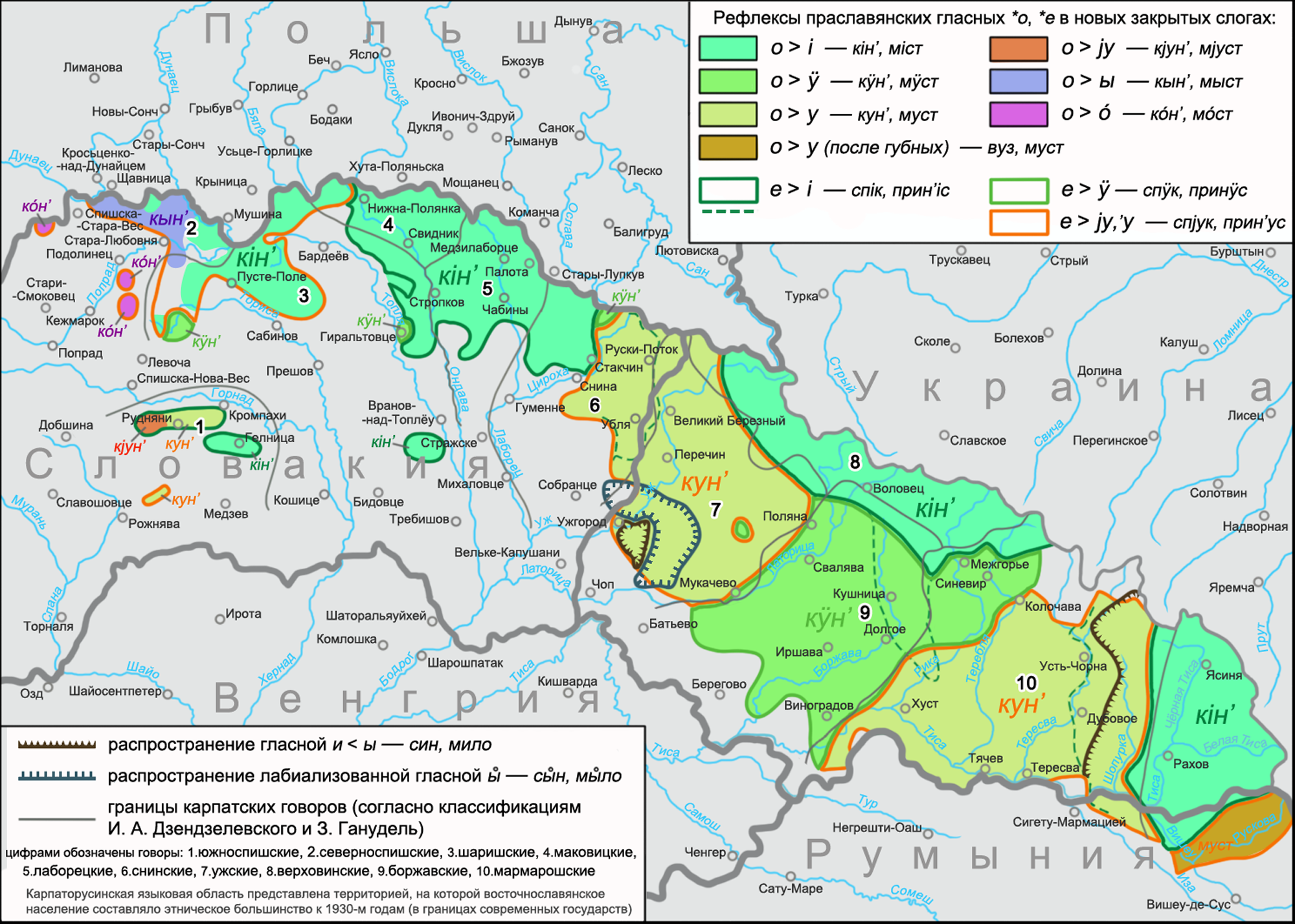
Ареалы рефлексов праславянских гласных *о, *е в новых закрытых слогах, гласной и < ы и лабиализованной гласной ы

К особенностям карпаторусинской системы гласных, дифференцирующим диалекты, относят различное распределение рефлексов праславянских гласных *о, *е в новых закрытых слогах. В западном ареале на месте этих гласных отмечается преимущественно рефлекс i (как в украинском литературном языке и в большинстве украинских говоров), исключение составляют некоторые спишские говоры, в которых выступают гласные ы, ó, jу, у и ÿ. В восточном ареале в новозакрытых слогах в основном распространены гласные у (в восточноземплинских, ужских и мармарошских говорах) и ÿ (в бережских говорах). На периферии восточного ареала, в верховинских говорах распространена гласная i. Данный диалектный признак является одним из основных для классификации говоров восточного карпаторусинского ареала.
В восточных карпаторусинских говорах в целом или в отдельных частях восточного диалектного ареала отмечаются такие языковые явления в области гласных как произношение в соответствии гласной фонеме о узкого закрытого [ô] в позиции перед гласными і, ÿ, у и мягкими согласными (дôбрі «хороший», рôзум «ум, рассудок», ôс’ін’ «осень»); распространение гласного [еи] узкого образования наряду с [е] в соответствии фонеме е в позиции перед мягкими согласными (жнеиц’ «жнец», деин’ «день», тепеир’ «теперь»); сравнительно широко встречаемый переход *е, *ъ > [и] перед слогами с мягкими согласными (дин’ «день», отиц’ «отец», зимл’а «земля»); лабиализация гласной ы, произношение которой приближается к [о], главным образом в позиции после губных согласных (быола «была», мыо «мы», рыоба «рыба»).
К особенностям в области консонантизма относят распространëнное в западных карпаторусинских говорах сохранение результатов второй палатализации в формах имён существительных мужского рода именительного падежа множественного числа с основой на заднеязычные к, ґ, г, х: паробок «парень» — парібци «парни»; борсуґ «барсук» — борсудзи «барсуки»; слуга «слуга» — слузи «слуги»; мних «монах» — мниси «монахи». Для восточных говоров характерны в основном формы с отсутствием результатов второй палатализации: парібки; слуги; мнихи и т. п.
Одним из явлений в системе согласных, возникших в западном карпаторусинском ареале в процессе польско-русинской и словацко-русинской языковой интерференции является переход палатализованных согласных с’, з’ в палатальные: sʲ (с’) > ɕ (ś), zʲ (з’) > ʑ (ź): ш’іно «сено», ж’іл’а «зелье, трава», бою ш’а «боюсь». Это явление не затронуло восточную часть западного карпаторусинского ареала и весь восточный карпаторусинский ареал на Украине, а в лемковских говорах Польши оно охватило помимо с’, з’ также согласные ц’, д͡з’: sʲ > ɕ (ś), zʲ > ʑ (ź), t͡sʲ (ц’) > t͡ɕ (ć), d͡zʲ (д͡з’/ʒ’) > d͡ʑ (ʒ́).
Также к явлениям, возникшим под западнославянским влиянием в западном карпаторусинском ареале относят замену губно-губной u̯/ў (w) на губно-зубную v в начале слова перед согласной с последующим оглушением её в f: фчера «вчера», ф хыжы «в доме». Такой диалектный признак неизвестен восточным говорам западного карпаторусинского ареала и всему восточному ареалу карпаторусинского языка на Украине.

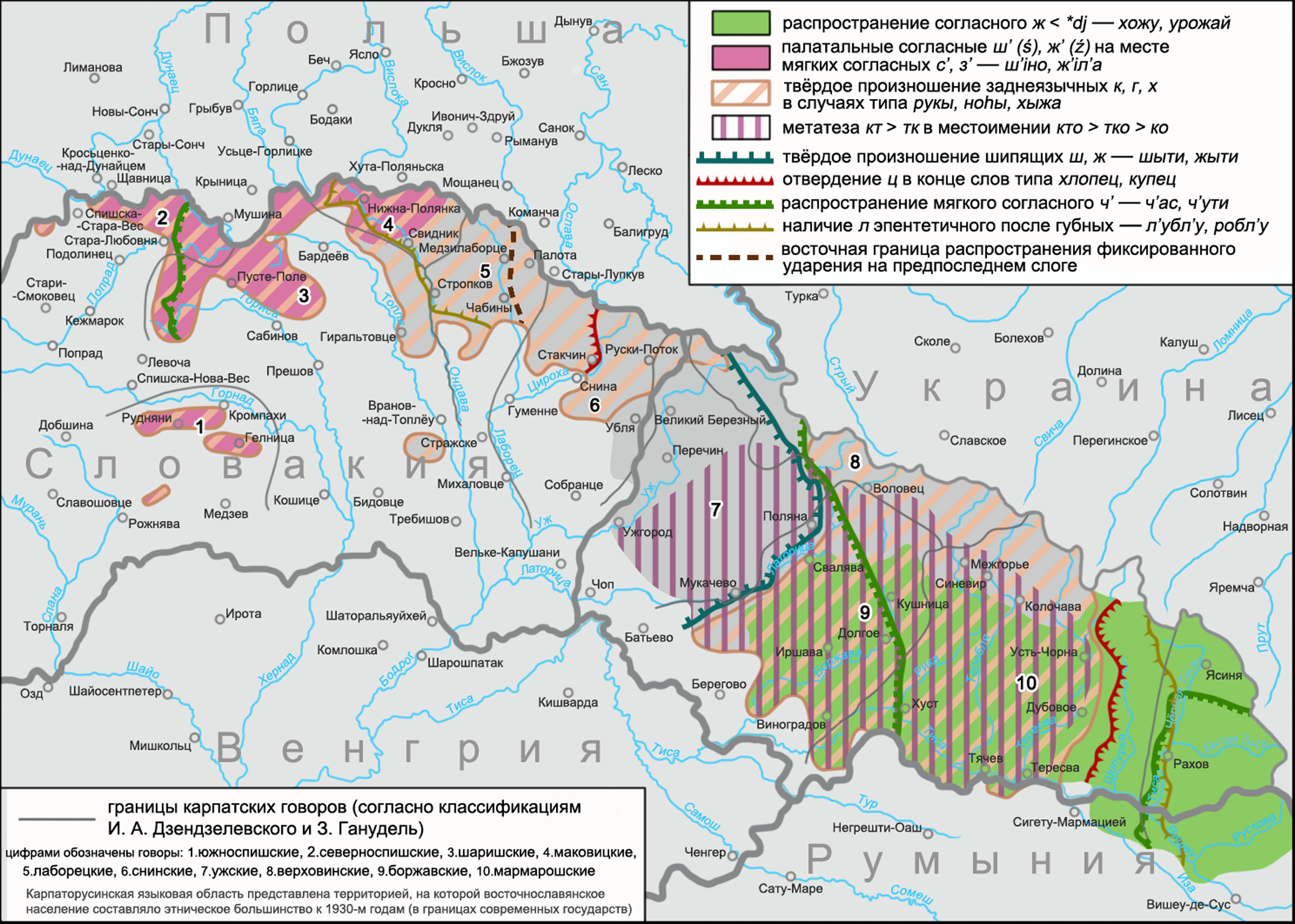
Ареалы диалектных черт из области консонантизма и просодии

В числе прочих фонетических явлений в области консонантизма в западных карпаторусинских говорах отмечают случаи отсутствия л эпентетического после губных согласных (робю «делаю, работаю», спю «сплю», купю «куплю», но земля «земля») и отвердение в этих же говорах мягких согласных в конце слова (пят «пять», кед «если», ден «день», палец «палец»).
Для восточных карпаторусинских говоров характерно такое явление в системе согласных как распространение мягких з’, с’, ц’ в суффиксах -зьк-, -ськ-, -цьк-, -ець-, -иц’а (березький «бережский», руський «русский», брацький «братский», купець «покупатель, купец», удовиця «вдова»).
Наиболее ощутимо западнославянское языковое влияние проявилось в западном карпаторусинском диалектном ареале в появлении такой просодической черты как фиксированное парокситоническое ударение (всегда падающее на предпоследний слог). На востоке ему противопоставлено свободное (разноместное) ударение.

#### Морфология

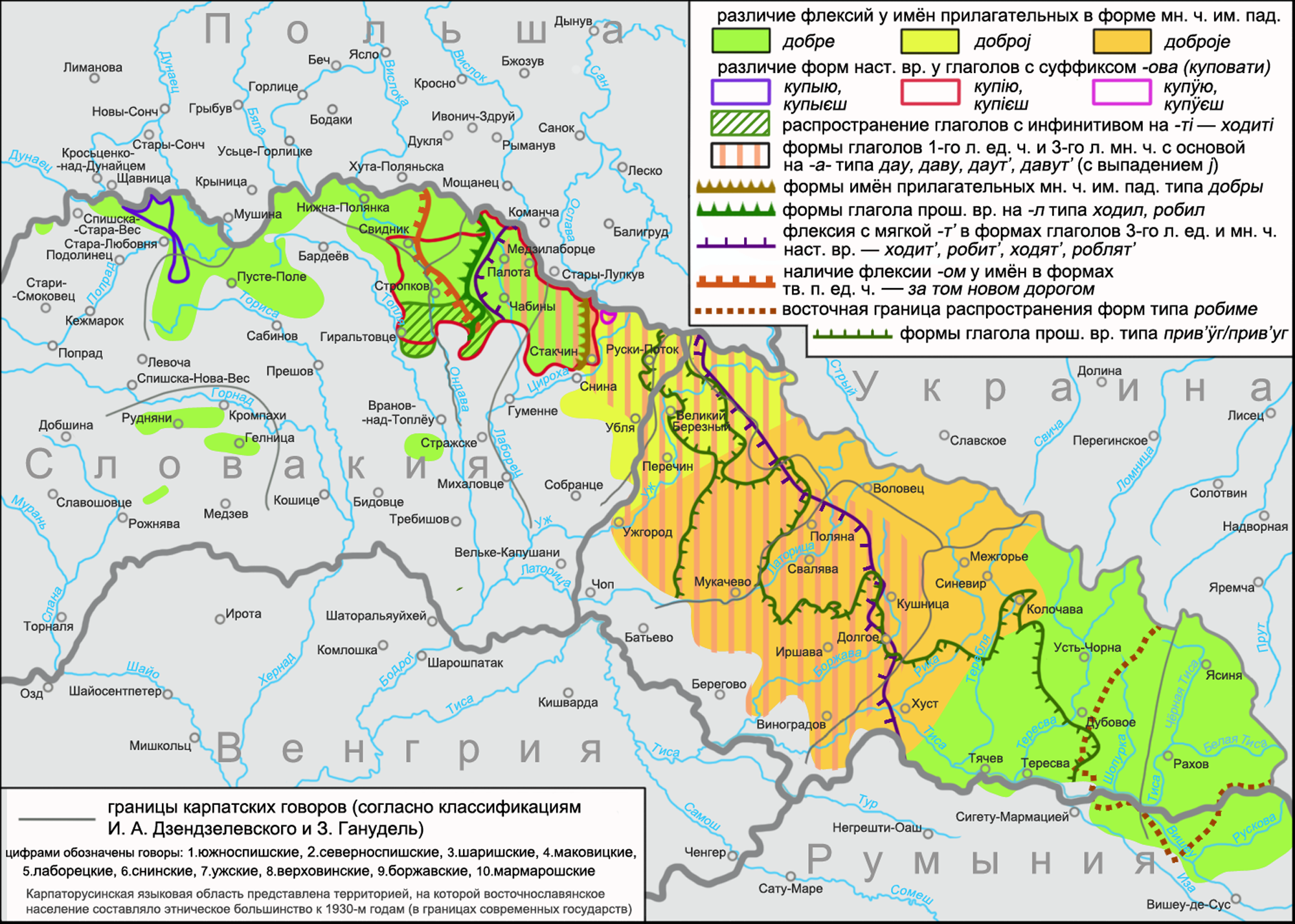
Ареалы диалектных различий в области морфологии в закарпатском регионе

Среди явлений в области морфологии имён и местоимений, выделяющих западную и восточную части карпаторусинского ареала, отмечают наличие разных флексий в формах дательного падежа единственного числа имëн существительных среднего рода с суффиксом -ат: флексии -у (малому теляту, мачату) — в западных говорах и флексии -и (малому теляти, мачати) — в восточных говорах; наличие разных флексий в формах именительного падежа множественного числа имëн существительных мужского рода, образованных с помощью суффикса -ар’: преимущественно флексии -е (коняре, рыбаре) — в западных говорах и преимущественно флексии -и (коняри, воляри) — в восточных говорах; различия в окончаниях форм имён прилагательных среднего рода именительного падежа единственного числа: с выпадением -j- и стяжением гласных в группе -оє [оjе] (добре «хорошее») — в западных говорах и с сохранением -j- и отсутствием стяжения в этих формах (добр[оjе]) — в восточных говорах; наличие энклитик личных местоимений (мі, ті, сі, му, ї, ня, тя, ся/са/ш'а, го, ю/єй) в западных говорах и их отсутствие — в восточных; различия в формах творительного и местного падежей единственного числа имён прилагательных и других частей речи с адъективным типом склонения мужского и среднего рода: омонимию данных форм (з тым добрым «с тем хорошим», на тым добрым «на том хорошем») — в западных говорах и различение (з тым добрым, на тому доброму) — в восточных говорах; различия в окончаниях форм имён прилагательных женского рода родительного падежа единственного числа (включая формы местоименных прилагательных): с контракцией (до мойой доброй сусіды «к моей хорошей соседке») — в западном ареале и без контракции (до мой[ейі] добр[ойі] сусіды) — в восточном ареале; распространение у имëн и местоимений женского рода в форме творительного падежа единственного числа различных флексий: флексии -ом (за том новом дорогом «за той новой дорогой») — в западном ареале и флексии -ов — -[оў] (за тов новов дорогов) — в восточном ареале и т. д.
К различительным признакам в глагольной системе между западными и восточными карпаторусинскими говорами относят особенности качества согласной во флексиях форм глаголов 3-го лица единственного и множественного числа настоящего времени. В западном карпаторусинском ареале распространены флексии с твёрдой согласной т, сохраняющиеся, вероятно, под влиянием говоров восточнословацкого диалекта (ходит «ходит» — ходят «ходят», робит «делает» — робят «делают»), в восточном ареале распространены флексии с мягкой согласной т’ (ходит’ — ходят’, робит’ — робят’). Данное диалектное явление включают в число важнейших морфологических различий западной и восточной частей карпаторусинского ареала. При этом глаголы с твёрдой т во флексиях приняты за норму в лемковском литературном языке, а глаголы с мягкой т’ во флексиях приняты за норму в пряшевском литературном языке. Ещё одним различием является образование от глаголов с суффиксом -ува/-ова в инфинитиве типа купувати/куповати «покупать» форм настоящего времени с разными суффиксами: с суффиксом -ію (купію «покупаю», купієш «покупаешь», купіє «покупает») — в западном карпаторусинском ареале, и с суффиксом -ую (купую, купуєш, купує) — в восточном ареале. Также запад и восток карпаторусинского ареала различаются по основным формам глаголов мужского рода прошедшего времени. В говорах западного карпаторусинского ареала отмечают в суффиксах этих форм согласную л (ходил «ходил», робил «делал»), указывающую на тенденцию вытеснения в западных говорах неслоговой u̯/ў в ряде фонетических и морфологических позиций под восточнословацким влиянием, в том числе и на месте начального исконного в (u̯/ў отсутствует в соседних с западными карпаторусинскими спишских, шаришских и абовских восточнословацких говорах). В восточных карпаторусинских говорах распространены формы с суффиксом -в- (в произношении — u̯/ў): ходив, робив. Глаголы с согласной л в суффиксе включены в лемковскую литературную норму, глаголы с в — в пряшевскую. Кроме того, в говорах запада и востока по-разному происходит образование составных форм будущего времени глаголов несовершенного вида единственного числа: при помощи личных форм вспомогательного глагола быти и l-причастий основного глагола (буду робил «буду делать», будеш слухал «буду слушать») — в западном ареале и при помощи личных форм вспомогательного глагола быти и инфинитива основного глагола (буду робити, будеш слухати) — в восточном ареале. В западном ареале карпаторусинского языка наряду с формами типа буду робил могут изредка встречаться формы типа буду робити, в частности, они используются в говорах в районе Лаборца. Аналитические формы будущего времени типа буду робил приняты за норму в лемковском языке,  в то время как в пряшевско-русинском стандарте используется исключительно форма типа буду робити. Ряд морфологических явлений занимают небольшие по охвату ареалы и характеризуют те или иные группы говоров в западной или восточной карпаторусинских диалектных областях. Например, распространение инфинитива с палатализованным -т’ в окончании в небольшой части говоров западного карпаторусинского ареала по течению реки Ондава: робит’i «делать», ходит’i «ходить», спат’i «спать». Подобные формы зафиксированы в пряшевско-русинском языковом стандарте. Им противопоставлены формы инфинитивов на -ти и -чы (чытати «читать», речы «сказать») в лемковской литературной норме.
На уровне словообразования отмечается влияние на западные карпаторусинские говоры словацкого языка, из которого, в частности, заимствованы такие аффиксы, как -арень, -иста, -ичка (в словацком — -áreň, -ista, -ička): винарень, колкарень, гуслиста, гокеїста, кадерничка, доїчка и т. п. Такие словообразовательные форманты в восточных говорах не встречаются.

#### Синтаксис
В области синтаксиса отмечаются такие диалектные особенности, как использование в западных карпаторусинских говорах посессивных конструкций типа Мам єдного сына «У меня (есть) один сын», Она не мат/мать хыжу «У неё нет дома» (с формой именительного падежа имени существительного или местоимения, называющей обладателя, с личной формой глагола мати «иметь» и именем существительным в форме винительного падежа, обозначающим присваиваемый объект); в восточных карпаторусинских говорах (как и в украинском языке) посессивность в таких случаях чаще всего выражается конструкциям типа У мене є єден/один сын «У меня (есть) один сын», У неї не є хыжі «У неё нет дома» (с формой родительного падежа имени существительного или местоимения, называющей обладателя, с предлогом у и личной формой глагола-связки быти «быть»). Также различия между западными и восточными говорами отмечаются в построении синтаксических конструкций с глаголами отчуждения: на западе при этом используются формы дательного падежа incommodi без предлогов типа Фкрали му коня, Взяли му землі; в восточных говорах используются формы родительного падежа с предлогом в/у типа Волы в нього забере. При необходимости выразить направление к какому-либо объекту в западных и восточных говорах могут быть использованы разные конструкции: с предлогом ґу/ку и формами дательного падежа (Иду ґу столу «Иду к столу») — в западных говорах (как и в словацком языке: Idem k stolu) и с предлогами ид, ід, уд и формами дательного падежа или с предлогом до и формами родительного падежа (А він прикладав ухо ид земли «А он прикладывал к земле ухо», Іди до сусіда «Иди к соседу») — в восточных говорах. При выражении направления в какой-либо объект в западных карпаторусинских говорах используют конструкции с предлогом до и формами родительного падежа (Иду до Свидника «Иду в Свидник») или же конструкции с предлогом на и формами винительного падежа (Иде на пошту «Иду на почту»); в говорах восточного карпаторусинского ареала используется конструкция с предлогом в/у и формами винительного падежа (Пішов у поле «Пошёл в поле», Вернувся в Хуст «Вернулся в Хуст»). Разные синтаксические конструкции используются также для выражения делиберативного объекта после глаголов типа думати, забыти, говорити, співати, знати ся. В западном карпаторусинском ареале при этом употребляются характерные для словацкого языка конструкции с предлогом о и формами местного падежа (Бісідували о ні вельо, Не размышлял о тым) и конструкции с предлогом на и формами винительного падежа (после глаголов думати, забыти ся: Уж на нього не думай). В восточном карпаторусинском ареале употребляются конструкции с предлогом за и формами винительного падежа (Співали за ню) или с предлогом про и формами винительного падежа (Буду про вас говорити). Различия в построении синтаксических конструкций характерны помимо этого для выражения пространственных, причинных и временных отношений. В западных карпаторусинских говорах употребляются конструкции с предлогами през, про, о и формами винительного падежа: През зиму не было роботы; Цалу ніч про нього не спала; Верну ся о рік. В восточных карпаторусинских говорах употребляются конструкции с предлогом через (отсутствующим в западных говорах) и формами винительного падежа: Кунь скочив через штахетки; Дві ночі не спала через нього; Через рік приходят.
Кроме того, западный карпаторусинский ареал характеризуется такими особенностями в области синтаксиса, как использование предложений с нулевым местоименным подлежащим типа Робил єм там цалый день «Я работал там целый день»; наличие пассивных конструкций с возвратными глаголами типа Страшні ся там стріляло; распространение ряда схожих со словацкими предложных и беспредложных конструкций типа Не віділ єм там ниякы жены «Не видел там никаких женщин» (в словацком Nevidel som tam nijaké ženy), Не старають ся о худобных «Не заботятся о бедных» (в словацком Nestarajú sa o chudobných); использование конструкции с предикативом нит/ніт или неєст и субъектом в форме родительного падежа для выражения отсутствия типа Мого мужа нит дома (как и в словацком языке — Môjho muža niet doma); использование без уточняющего дополнения глаголов (обычно не имеющих возвратных форм) во взаимно-возвратном значении, как и в словацком языке: чути ся, ненавидіти ся; помагати сі, шкодити сі, розумити сі; распространение таких же, как и в словацкои языке, союзов сложных предложений же, жебы, кебы, кидь/кедь.

#### Лексика
К лексическим особенностям западного карпаторусинского ареала относят многочисленные заимствования из западнославянских языков и диалектов, а к особенностям восточного ареала — сохранение восточнославянских архаизмов и заимствования из венгерского, украинского и русского языков.

## Южнорусинские говоры
Южнорусинские говоры, распространённые в Сербии (в Воеводине) и в Хорватии (в Славонии), сформировались в результате переселения русинов, происходившего в XVIII веке, с территории современной Восточной Словакии на территорию современной Северной Сербии, в историческую область Бачка с последующими миграциями в приграничье Сербии и Хорватии — в соседние с Бачкой области Срем и Славонию. Исследователи славянских языков по-разному определяют происхождение южнорусинского идиома, выделяя в нём либо словацкую, либо восточнославянскую основу. Такая неоднозначность в установлении генезиса обусловлена сложными процессами формирования говоров воеводинских русинов, в которых участвовали различные славянские диалекты и языки как до, так и после переселения носителей русинских говоров в Бачку. В результате междиалектных и межъязыковых контактов в южнорусинской языковой системе закрепились как восточнославянские (карпаторусинские), так и западнославянские (восточнословацкие) черты, а также некоторые южнославянские языковые особенности.
Несмотря на то, что изначально южнорусинские говоры формировались из диалектных типов различного происхождения, в целом они являются достаточно однородными. Незначительные различия фонетического, лексического и семантического характера выделяют в речи жителей сёл Руски-Керестур (Руски-Крстур), Коцур (Куцура), а также сёл Срема и Славонии. При этом отсутствие существенных диалектных различий даёт основание южнорусинском лингвистам не рассматривать русинскую речь разных населённых пунктов, прежде всего Руски-Керестура и Коцура, как речь обособленных диалектных единиц. Тем не менее, в традициях южнорусинского языкознания по отношению к речи разных населённых пунктов, в частности, к керестурской и коцурской обычно используют термины бешеда «говор» или вариянта «вариант».

### Ареал

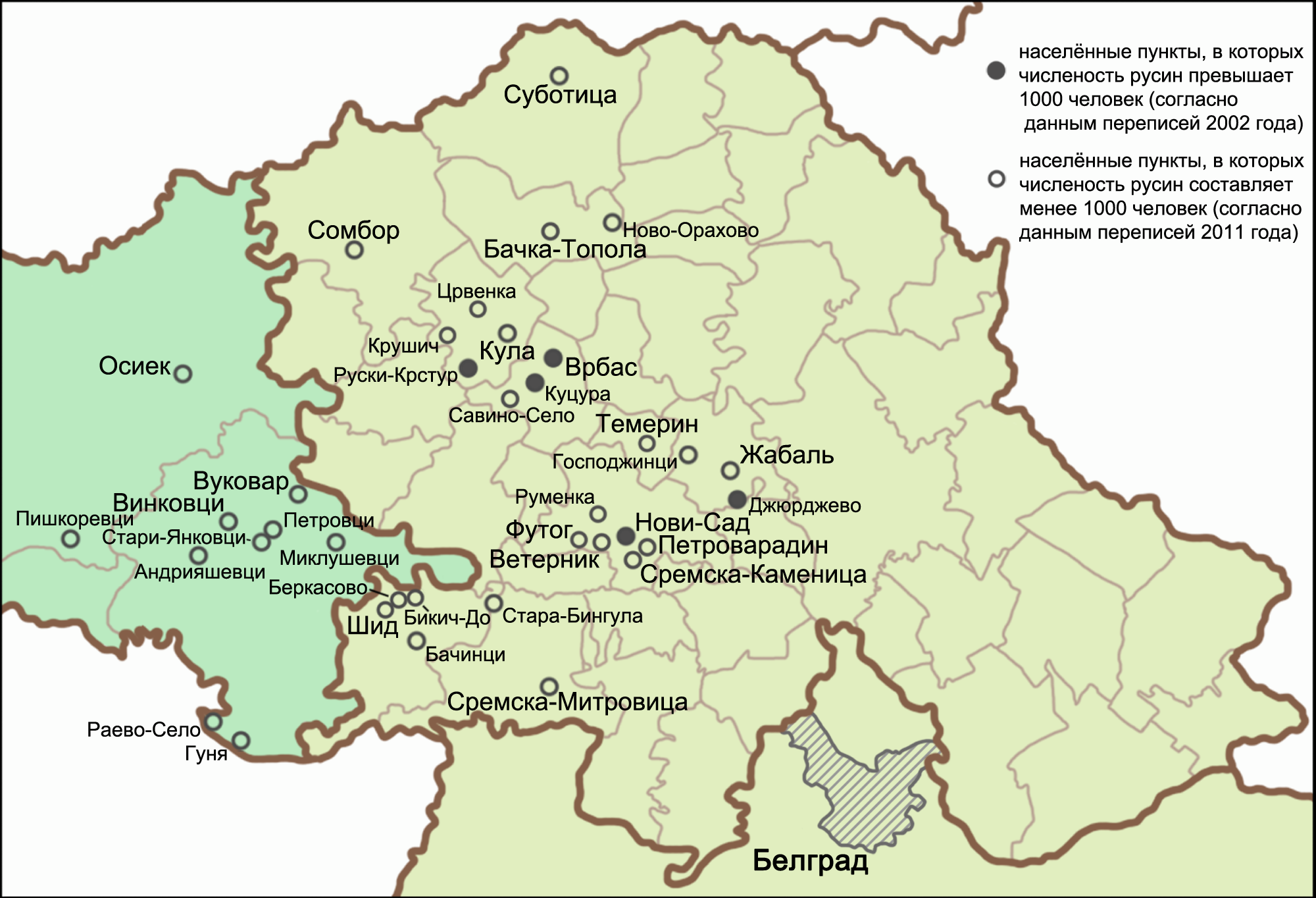
Область распространения южнорусинского языка в сербской Воеводине и хорватской Славонии (с указанием населённых пунктов, в которых представлено русинское национальное меньшинство по данным переписей населения 2002 года в Сербии и Перепись населения в Хорватии 2011 года)

Преобладающая часть носителей южнорусинских говоров населяет центральные и западные районы сербского автономного края Воеводина. На этой территории находятся: 
- населённые пункты с русиноязычными общинами в исторической области Бачка: Руски-Керестур и Коцур (сёла с самыми большими по численности южнорусинскими общинами как в абсолютном исчислении, так и в процентном соотношении к сербским общинам), Нови-Сад, Вербас (Врбас), Дюрдёво (Джюрджево)[серб.], Кула, Ново-Орахово, Господжинци[серб.], Петроварадин, Суботица, Крушич[серб.], Сомбор, Црвенка[серб.], Савино-Село[серб.], Бачка-Топола и другие;
- населённые пункты с русиноязычными общинами в исторической области Срем (на юго-западе Воеводины): Шид, Сремска-Митровица, Бачинци, Беркасово, Бикич-До и другие.

Область расселения южнорусинских говоров при этом не образует компактного ареала. Носители южнорусинского языка живут в разных относительно удалённых друг от друга районах Воеводины в сёлах и городах с чаще всего численно преобладающим сербским населением. В частности, в городах Нови-Сад, Врбас, Сремска-Митровица, Кула и других абсолютно преобладают носители сербского языка. Тем не менее, там представлены крупные по меркам русинской этнической группы русиноязычные общины. Например, по данным переписи 2002 года, в Нови-Саде жило 1556 русинов. Кроме этого, в Сербии представлена небольшая русиноязычная община в Белграде.
В Хорватии в южнорусинский ареал входят соседние с Воеводиной районы в исторической области Славония. К сёлам и городам с южнорусинским населением в Славонии относят Петровци, Вуковар, Миклушевци, Винковци, Раево-Село, Стари-Янковци, Осиек, Гуню и другие. За пределами Славонии неблольшая русиноязычная община имеется в Загребе. Как и в Сербии, русины составляют почти в каждом из населённых пунктов Хорватии меньшинство.
Также носители южнорусинских говоров в небольшом числе живут в других республиках бывшей Югославии. Кроме этого, в США и Канаде живут потомки русинских эмигрантов, уехавших из Воеводины и Славонии во второй половине XIX — начале XX века. Практически все они говорят сейчас на английском. Южнорусинские говоры сохраняются в настоящее время в бытовом общении только у эмигрантов поздней волны (1980—1990-х годов), живущих в городе Китченер канадской провинции Онтарио.

### Классификация

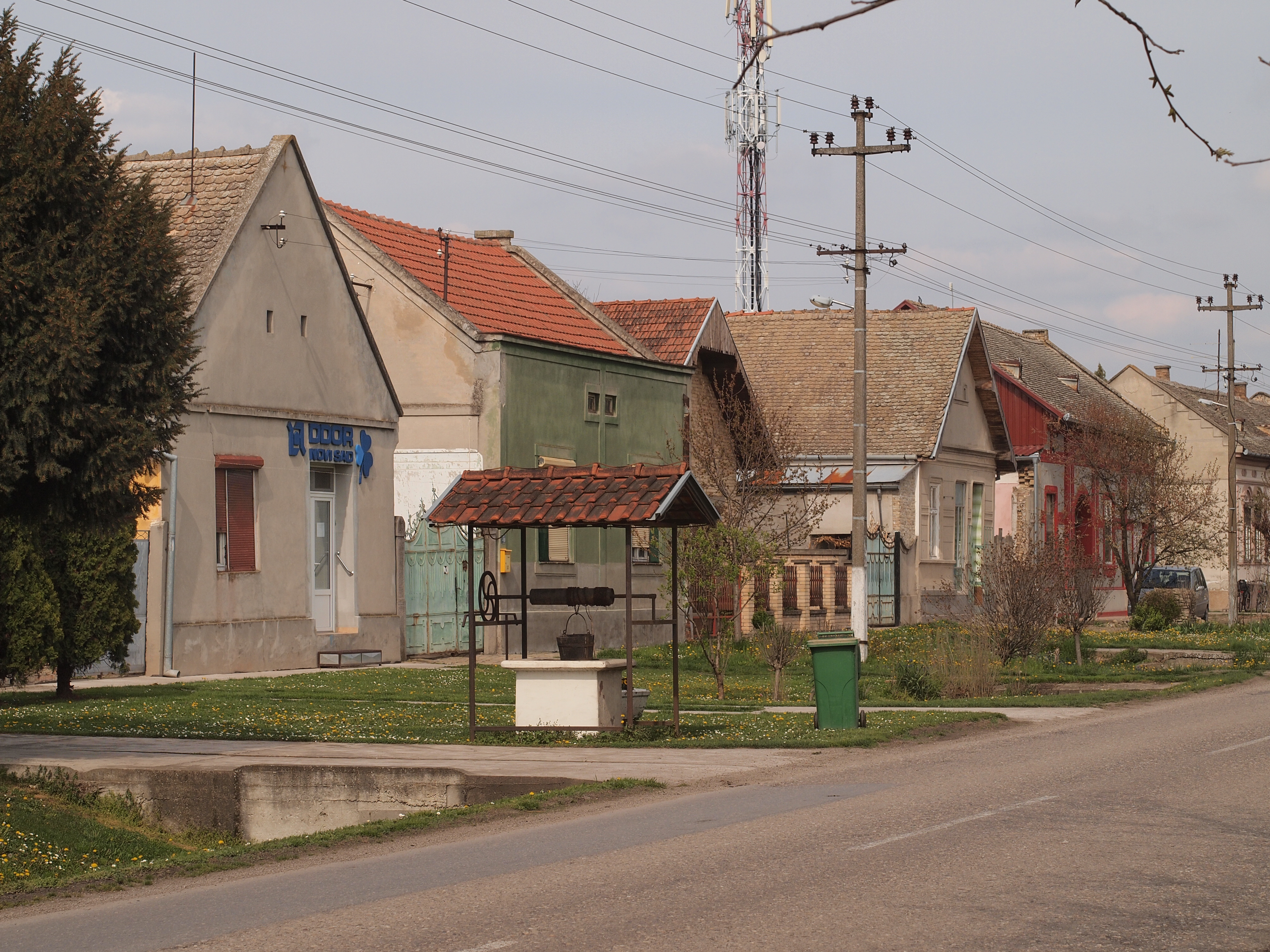
Село Руски-Керестур (Руски-Крстур) — самое большое село по численности носителей южнорусинского языка в Сербии (говор этого села —керестурский — лежит в основе литературного языка паннонских русинов)

Южнорусинские говоры разделяют на говоры раннего и позднего формирования (или первичные и вторичные). К ранним относят керестурский и коцурский, а к поздним — все остальные южнорусинские говоры, которые сложились на основе двух ранних. Говоры в первых сёлах, которые основали в Бачке русины-переселенцы из Карпатского региона — в Руски-Керестуре и Коцуре, стали формироваться с середины XVIII века. Поскольку переселенцы в сёлах Бачки были изначально носителями разнородных карпатских говоров, различалась между собой не только керестурская и коцурская речь, но и речь жителей внутри каждого из двух сёл. Единые языковые черты в говоре Руски-Керестура и в говоре Коцура постепенно сформировались на основе черт диалектного типа, имевшего наибольшее число носителей (прежние различия отражены при этом в имеющихся до сих пор по прошествии более двух веков языковых дублетах: бешедовац и гуториц «говорить», теметов и архаичное цинтор «кладбище» и т. п.). Говоры остальных южнорусинских селений складывались в результате начавшейся с конца XVIII — начала XIX века миграции носителей керестурского и коцурского говоров по другим сёлам Бачки и по сёлам Срема и Славонии. При этом в новых говорах преобладающими оказались диалектные черты керестурского типа.
Южнорусинские говоры разделяют также на говоры, находящиеся под влиянием государственного языка Сербии, и на говоры, находящиеся под влиянием государственного языка Хорватии. Соответственно основным объектом влияния и источником заимствований для воеводинских говоров является сербский язык, а для славонских — хорватский язык. В частности, влияние лексических заимствований из хорватского языка характерно для публикаций в журнале «Нова думка», который издаётся в Вуковаре. Различия во внешнем языковом влиянии в южнорусинских говорах стали наиболее ощутимо проявляться после того, как Сербия и Хорватия стали независимыми государствами, в результате чего культурные связи между русинами в разных странах заметно ослабли.
Отмечается также различие в говорах по степени влияния на них сербского и хорватского языков в зависимости от соотношения в сёлах русинского и сербского или хорватского населения. Так, например, в Руски-Керестуре и Коцуре, в которых русины преобладают или составляет около половины населения, сербское влияние на местные говоры проявляется меньше, чем в остальных селениях и городах Воеводины, в которых русины составляют меньшинство среди сербов. Воздействие сербского и хорватского языков при этом проявляется на всех языковых уровнях. В частности, к влиянию сербского на южнорусинские говоры на уровне фонетики относят распространение глухого заднеязычнго спиранта х вместо звонкого глоттального спиранта г (ɦ): хуторел «говорил» вместо гуторел. На уровне морфологии отмечается распространение у имён прилагательных, порядковых числительных и местоимений с адъективным типом склонения в форме творительного падежа множественного числа окончания -им вместо окончания -има (з добрим людзми «с хорошими людьми» как в сербском са добрим људима вместо з добрима людзми). Из лексических заимствований в южнорусинских говорах, находящихся под сильным сербским влиянием, отмечаются лексемы град «город», бубреги «почки», крофни «пончики», рода «аист» на месте распространённых в Руски-Керестуре и Коцуре слов варош «город», покрутки «почки», бухти «пончики», говля «аист».
Кроме этого, разного рода языковые особенности приобретает речь южнорусинских эмигрантов и их потомков в США и Канаде в условиях английско-русинского двуязычия и в относительной изоляции от южнорусинского языка Сербии и Хорватии.
За пределами южнорусинского ареала Воеводины и Славонии отмечают также близкие южнорусинским по своим языковым характеристикам практически исчезнувший мучоньский говор, распространённый в Венгрии, и восточнословацко-русинские переходные говоры, вымершие в Венгрии в середине XX века.

### Диалектные различия
Наиболее заметными диалектными различиями в южнорусинском ареале являются различия между керестурским и коцурским говорами.
К основным фонетическим различиям между говорами Руски-Керестура и Коцура относят различия в произношении некоторых гласных: произношение е или а в основах слов «грядка, клумба» (градка — в керестурском; гредка — в коцурском); «сверлить» (вартац — в керестурском; вертац — в коцурском); произношение и или е в позиции начала слова «ещё» (ище — в керестурском; ещи — в коцурском) и т. д. Среди различий в области консонантизма отмечают керестурский переход л > в [ў] (жовти «жёлтый», жовч «желчь», вовк «волк») при коцурских формах с сохранением л (жолти, жольч); наличие на месте праславянского sr’ сочетания штр в керестурском (штреднї «средний») и стр в коцурском (стреднї); произношение тл в слове «толстый» в керестурском (тлусти) и кл — в коцурском (клусти).
К морфологических признакам, несовпадающим в керестурском и коцурском говорах, относят наличие в керестурском суффикса с переднеязычной согласной л перед флексией -и у глаголов множественного числа прошедшего времени (шедзели «сидели», читали «читали») и наличие в коцурском суффикса с палатальной согласной л’ перед флексией -ї в этих формах глагола (шедзелї «сидели», читалї «читали»). Также в керестурском и коцурском говорах отмечаются различия в формах инфинитива и прошедшего времени от глаголов с основами на согласные ж, ч и щ (на месте праславянских g, k, sk) в позиции после рефлекса праславянской гласной *ě: в керестурском в этих формах выступает суффикс -а- (бежац «бежать»; бежали «бежали»), в коцурском — суффикс -и- в инфинитивах (бежиц) и суффикс -е- в формах прошедшего времени (бежелї). Различия характерны, кроме того, для ряда слов по грамматическому роду, например, слово «мышь» в керестурском говоре женского рода (миша), а в коцурском — мужского рода (миш).
Лексические различия между керестурским и коцурским говорами включают распространение слов бетелїна «клевер», бухти «пончики», мотиль «бабочка» и т. д. в керестурском при их коцурских соответствиях требиконїна «клевер», пампушки «пончики», лепетка «бабочка» и т. д. В ряде случаев лексические различия в южнорусинских говорах возникли под влиянием сербских заимствований. Так, например, для обозначения «корзины» в керестурском сохранилось исконное слово кошар, а в коцурском его вытеснил сербизм корпа; для обозначения «сажи, золы» в керестурском используется сербское заимствование гар, а в коцурском — исконное слово пирня.

## История изучения
Целенаправленному изучению русинских говоров Карпатского региона предшествовали несистемные попытки описания их диалектных различий и выделения тех или иных диалектных групп, отмечаемые с первой половины XIX века в работах таких учёных, как М. М. Лучкай, Я. Ф. Головацкий, Е. И. Сабов, В. М Гнатюк и других. Полноценное исследование карпаторусинских диалектов началось лишь в конце XIX века, когда в диалектологии всё шире стали применяться методы лингвистической географии. В этот период появляются работы норвежского слависта О. Брока (1887, 1889), в частности, «Угрорусское нарѣчіе села Убли», и галицкого учёного и общественного деятеля И. Г. Верхратского (1899, 1901). Принцип диалектного членения карпаторусинского ареала по различию в типе ударения, предложенный И. Г. Верхратским, является основой современной классификации карпаторусинских диалектов.
Исследование говоров карпатских русинов в первой половине XX века привлекают внимание всё большего числа диалектологов. Помимо вопросов языковой структуры говоров и их внутренний классификации также затрагиваются вопросы классификации внешней, направленные на уточнение места карпаторусинских диалектов в семье восточнославянских языков. Большинство исследователей того времени рассматривали говоры русинов как часть юго-западного ареала украинского языка (малорусского наречия русского языка). Между тем, составители диалектологической карты русского языка 1914 года выделили «карпато-угорские говоры» как одну из трёх самостоятельных групп малорусского наречия. В 1934 году была предложена классификация карпаторусинских говоров Чехословакии, составленная Г. Ю. Геровским — в ней границы групп говоров отчасти совпадали с границами бывших венгерских комитатов. И. А. Панкевич в своей работе «Українські говори Підкарпатської Руси і сумежних областей» (1938) разделил карпаторусинский ареал Чехословакии на три диалектные группы — лемковскую (от Татр до реки Лаборец), бойковскую (между реками Лаборец и Тересва) и гуцульскую (к востоку от Тересвы). Позднее границы групп говоров были уточнены таким образом, что бойковская группа сохранила только пояс говоров по карпатским склонам, а бо́льшая часть говоров Закарпатья была выделена в отдельную среднезакарпатскую группу (от Тересвы до реки Уг с переходными говорами среднезакарпатско-лемковского типа в междуречье Уга и Лаборца). Говоры Восточного Закарпатья были отнесены к гуцульской группе говоров, которая включается не в карпатский, а в галицко-буковинский диалектный ареал. Подобное диалектное членение говоров Карпатского региона на лемковские, бойковские и закарпатские (среднезакарпатские) представлено в работе Ф. Т. Жилко «Говори української мови» (1958). Особое место в карпаторусинской диалектологии первой половины XX века заняло изучение лемковского диалектного ареала, которым занимался польский славист З. Штибер (1934—1936). Благодаря его исследованиям сохранились данные о диалектном ареале лемков на северных склонах Карпат, которого уже не существует. Собранный диалектологической материал в 1950-е и 1960-е годы З. Штибер издал в 8 томах как
«Лингвистический атлас бывшей Лемковины» (1956—1964). Позднее он опубликовал работу «Диалект лемков. Фонетика и фонология» (1982).
Исследования русинских говоров, главным образом, в Словакии и на Украине во второй половине XX века охватывают самые разнообразные стороны русинской диалектологии и проводятся на разных уровнях от изучения отдельных диалектных явлений до составления диалектологических атласов. В частности, В. П. Латта составил «Атлас українських говорів Східної Словаччини» (1991), подробное описание и классификацию говоров Закарпатской области Украины на основе лексических явлений представил И. О. Дзендзелевский (1958—1960, 1981), классификацию русинских говоров на территории Словакии опубликовала З. Ганудель (1981—1989, 1993). В этот период слависты обращаются также к изучению южнорусинского языка. Одним из первых его исследователей стал советский языковед А. Д. Дуличенко. На рубеже XX—XXI веков восточнославянские говоры Карпатского региона начинают рассматривать как говоры самостоятельного русинского языка. В частности, с этих позиций дано описание карпаторусинских диалектов Ю. Ванько в издании «Русиньскый язык» из серии «Najnowsze dzieje języków słowiańskich» (2004).